# Mont Crean
Pour les articles homonymes, voir Crean.
Le mont Crean est un sommet situé en terre Victoria, en Antarctique. Il s'élève à 2 630 mètres et est le plus haut sommet dans les monts Lashly.
Il porte le nom de l'explorateur irlandais Thomas « Tom » Crean, qui était membre des trois expéditions en Antarctique (expédition Discovery, expédition Terra Nova et expédition Endurance).
Au cours de la saison estivale 2000-2001, une météorite a été découverte sur le mont Crean par une équipe de géologues.